# Hickling (Norfolk)
Pour les articles homonymes, voir Hickling.
Hickling est un village et une paroisse civile du Norfolk, en Angleterre.